# Jesús Barrios
Jesús Alberto Barrios Alvarez (La Paz, 1º ottobre 1961) è un ex calciatore colombiano, di ruolo attaccante.
È soprannominato Kiko.

## Carriera

### Club
Ha giocato nella massima serie del campionato colombiano con Atlético Junior, Atlético Bucaramanga ed Envigado.

### Nazionale
Ha preso parte alla Copa América 1983.